# William Wynn Westcott

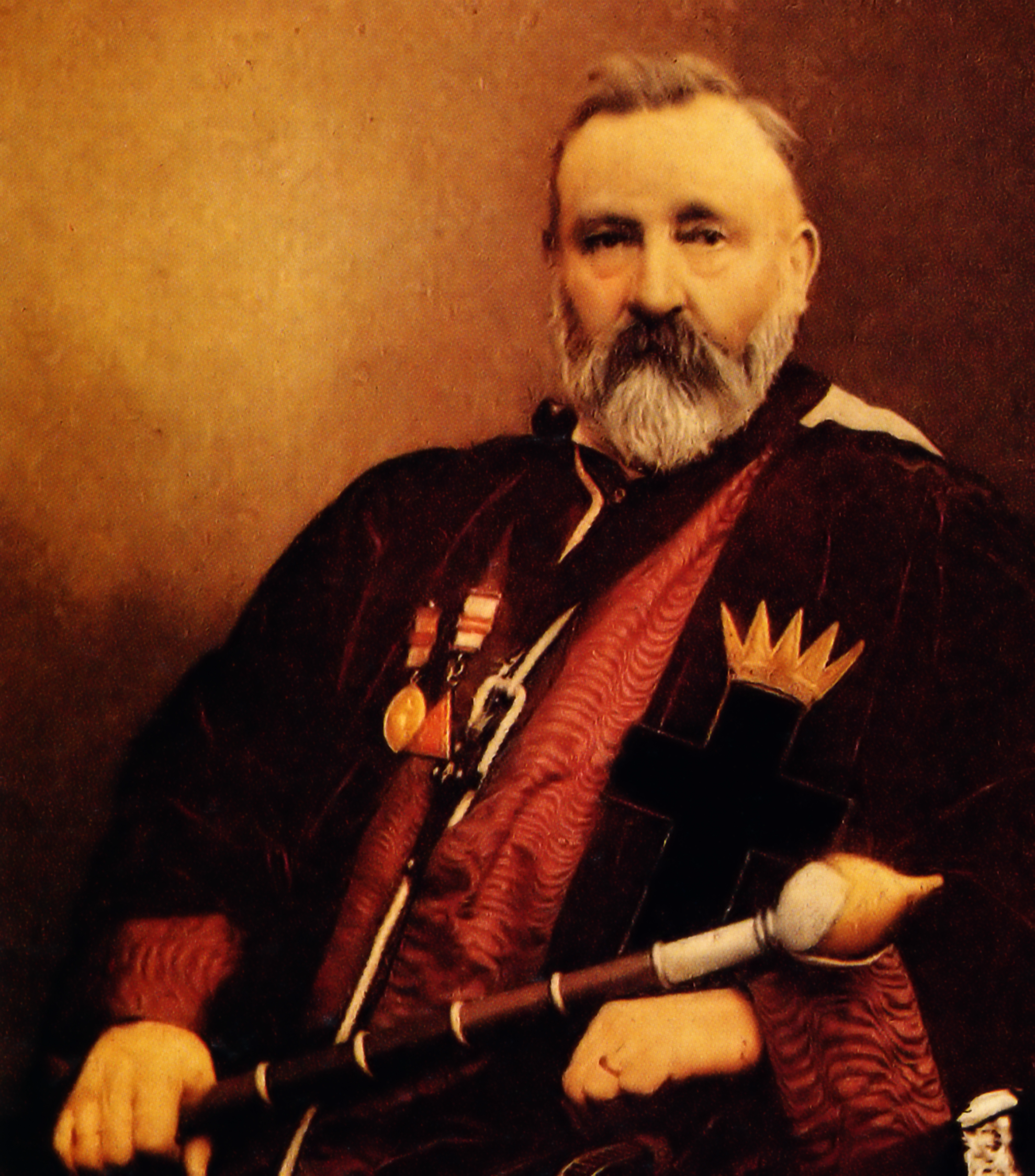
William Wynn Westcott

Dr William Wynn Westcott (17 december 1848 - 30 juli 1925), was een Brits arts, theosoof, Rozenkruiser, Magiër en vrijmetselaar.
Hij was onder meer lid van de Theosofische Vereniging, Societas Rosicruciana in Anglia en de Quatuor Coronati.

## Vrijmetselarij
Hij was lid van de vermaarde Quatuor Coronati, Vrijmetselaartsloge gespecialiseerd in de geschiedenis van de maçonnerie, die sinds 1886 de Ars Quatuor Coronatorum uitgeeft.

## Magie
Samen met een andere theosoof, Samuel Liddell MacGregor Mathers en William Robert Woodman stichtte hij in 1887 de Golden Dawn, bedoeld als tegenhanger van de Esoterische Sectie van de Theosofische Vereniging. In 1896 verliet hij alweer de Golden Dawn.

## Theosofie
In de Theosofische Vereniging stichtte hij in 1891 in Londen de Adelphi Lodge.

## Publicaties
- The Origin of the Rosicrucians and Freemasons
- The Occult Power of Numbers
- An Introduction to the Study of the Kabalah
- A Lecture To Inquirers Into Theosophy And Practical Occultism
- History of the Rosicrucian Societies in Anglia

- Biblioteca Nacional de España: XX819539
- Bibliothèque nationale de France: cb135933883 (data)
- CiNii: DA06598394
- Gemeinsame Normdatei: 142155772
- International Standard Name Identifier: 0000 0000 8354 402X
- Library of Congress Control Number: n79089740
- Nationale Bibliotheek van Israël: 987007273073505171
- Nederlandse Thesaurus van Auteursnamen: 133302636
- SNAC: w68k9brk
- Système universitaire de documentation: 150550294
- Trove: 1234517
- Virtual International Authority File: 7558064
- WorldCat: E39PBJd88KYBHFfxT4C34fr6rq